# Vita (stolica tytularna)
Vita (łac. Dioecesis Vitensis) – diecezja historyczna w Cesarstwie rzymskim w prowincji Byzacena, współcześnie w Tunezji. Obecnie katolickie biskupstwo tytularne.

## Biskupi tytularni
| Lp. | Biskup                   | Funkcja                                        | Od                | Do                   |
| --- | ------------------------ | ---------------------------------------------- | ----------------- | -------------------- |
| 1   | Timothy J. Corbett       | emerytowany biskup Crookston (USA)             | 25 czerwca 1938   | 220 lipca 1939       |
| 2   | Arthur Douville          | biskup pomocniczy Saint-Hyacinthe (Kanada)     | 30 listopada 1939 | 27 listopada 1942    |
| 3   | Joseph Aloysius Burke    | biskup pomocniczy Buffalo (USA)                | 17 kwietnia 1943  | 7 lutego 1952        |
| 4   | Francisco Orozco Lomelín | biskup pomocniczy Miasta Meksyk (Meksyk)       | 19 marca 1952     | 17 października 1990 |
| 5   | Álvaro del Portillo      | prałat Opus Dei                                | 7 grudnia 1990    | 23 marca 1994        |
| 6   | Pablo Cedano             | biskup pomocniczy Santo Domingo (Dominikana)   | 31 maja 1996      | 19 listopada 2018    |
| 7   | Carlos María Domínguez   | biskup pomocniczy San Juan de Cuyo (Argentyna) | 22 kwietnia 2019  | 11 lutego 2023       |
| 8   | Roberto Rosmaninho Mariz | biskup pomocniczy Porto (Portugalia)           | 26 maja 2023      |                      |